# آنتی‌آرین
آنتی‌آرین (به انگلیسی: Antiarin) با فرمول شیمیایی C۲۹H۴۲O۱۱ یک ترکیب شیمیایی با شناسه پاب‌کم ۶۳۲۵۶۱۷ است. که جرم مولی آن ۵۶۶٫۶۴ g/mol می‌باشد. 